# タランチュラ (アルバム)
『タランチュラ』(Tarantula)は、イギリスのロックバンド、ライドの4thアルバム。1996年3月11日にクリエイションよりリリース。全英21位を記録し、バンドはアルバムリリース後まもなく解散した。2001年にリマスターされ、ボーナス・トラックを収録してリイシューされた。

## 収録曲
1. ブラック・ナイト・クラッシュ "Black Nite Crash" （作詞作曲：アンディ・ベル） - 2:34
2. サンシャイン／ノーウェア・トゥ・ラン "Sunshine / Nowhere to Run" （作詞作曲：ベル） - 4:48
3. デッド・マン "Dead Man" （作詞作曲：ベル） - 3:34
4. ウォーク・オン・ウォーター "Walk on Water" （作詞作曲：ベル） - 4:20
5. ディープ・インサイド・マイ・ポケット "Deep Inside My Pocket" （作詞：マーク・ガードナー、ジャック・ライリー 作曲：ガードナー）- 5:24
6. メリー・アン "Mary Anne" （作詞作曲：ベル） - 6:49
7. キャッスル・オン・ザ・ヒル "Castle on the Hill" （作詞作曲：ベル） - 3:17
8. ゴナ・ビー・オールライト "Gonna Be Alright" （作詞：ローレンス・コルバート 作曲：コルバート、ベル） - 2:52
9. ドーン・パトロール "The Dawn Patrol" （作詞作曲：ベル） - 4:04
10. ライド・ザ・ウィンド "Ride the Wind" （作詞：コルバート 作曲：コルバート、ガードナー、スティーヴ・ケラルト） - 3:45
11. バーニン "Burnin'" （作詞作曲：ベル） - 5:17
12. スターライト・モーテル "Starlight Motel" （作詞作曲：ベル） - 3:33

### リイシュー盤、日本盤ボーナス・トラック
1. ナッシング・ラスツ・フォーエヴァー "Nothing Lasts Forever" （作詞作曲：ベル） - 3:31
2. スレイブ "Slave" （作詞作曲：ガードナー）- 3:50
3. ア・トリップ・ダウン・ロニー・レーン "A Trip Down Lonnie Lane" （作詞作曲：ベル）- 3:37